# 短筒兔耳草
短筒兔耳草（学名：Lagotis brevituba），为玄参科兔耳草属下的一个植物种。